# Riccardo Nowak
Riccardo Nowak (n. 16 ianuarie 1885, Bergamo, Italia – d. 18 februarie 1950, Bergamo, Italia) a fost un scrimer italian, medaliat olimpic. A participat la o ediție a Jocurilor Olimpice (1908) în care a câștigat o medalie de argint.

## Participări
Lista de mai jos prezintă principalele competiții la care a participat Riccardo Nowak de-a lungul carierei.
- fencing at the 1908 Summer Olympics – men's team sabre[*]